# ランカスター郡 (サウスカロライナ州)
ランカスター郡（英: Lancaster County）は、アメリカ合衆国サウスカロライナ州の郡である。人口は9万6016人（2020年） 。郡庁所在地はランカスターである。

## 地理
アメリカ合衆国統計局によると、この郡は総面積1,438 km2 (555 mi2) である。このうち1,422 km2 (549 mi2) が陸地で16 km2 (6 mi2) が水地域である。総面積の1.13%が水地域となっている。

## 人口動勢

2000年国勢調査に基づくランカスター郡の人口ピラミッド

2000年現在の国勢調査で、この郡は人口61,351人、23,178世帯、及び16,850家族が暮らしている。人口密度は43/km2 (112/mi2) である。18/km2 (46/mi2) の平均的な密度に24,962軒の住宅が建っている。この郡の人種的な構成は白人71.03%、アフリカン・アメリカン26.86%、先住民0.22%、アジア0.27%、太平洋諸島系0.02%、その他の人種0.89%、及び混血0.71%である。ここの人口の1.59%はヒスパニックまたはラテン系である。
この郡内の住民は25.40%が18歳未満の未成年、18歳以上24歳以下が8.60%、25歳以上44歳以下が30.30%、45歳以上64歳以下が23.60%、及び65歳以上が12.10%にわたっている。中央値年齢は36歳である。女性100人ごとに対して男性は98.20人である。18歳以上の女性100人ごとに対して男性は95.40人である。
この郡内の世帯ごとの平均的な収入は34,688米ドルであり、家族ごとの平均的な収入は40,955米ドルである。男性は30,176米ドルに対して女性は22,238米ドルの平均的な収入がある。この郡の一人当たりの収入 (per capita income) は16,276米ドルである。人口の12.80%及び家族の9.70%は貧困線以下である。全人口のうち18歳未満の16.50%及び65歳以上の15.80%は貧困線以下の生活を送っている。

## 都市及び町
- Buford
- Elgin
- Heath Springs
- インディアンランド (Indian Land)
- Irwin
- Kershaw
- ランカスターミル (Lancaster Mill)
- ランカスター (Lancaster)
- Springdale